# Крематорій

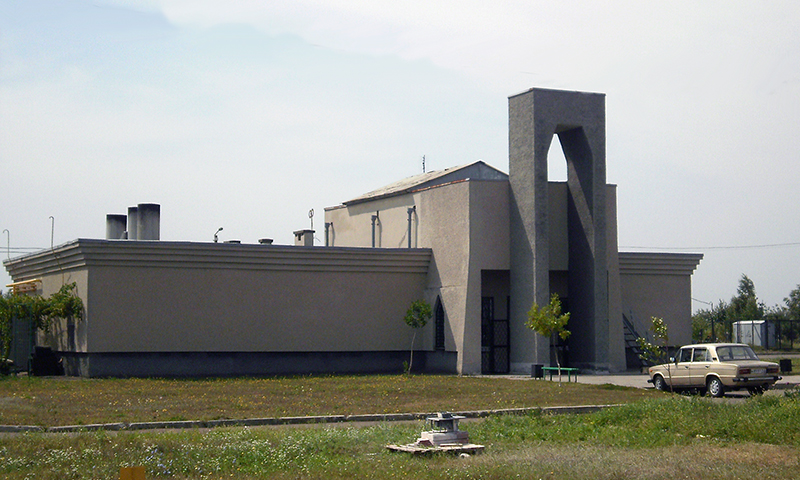
Одеський крематорій

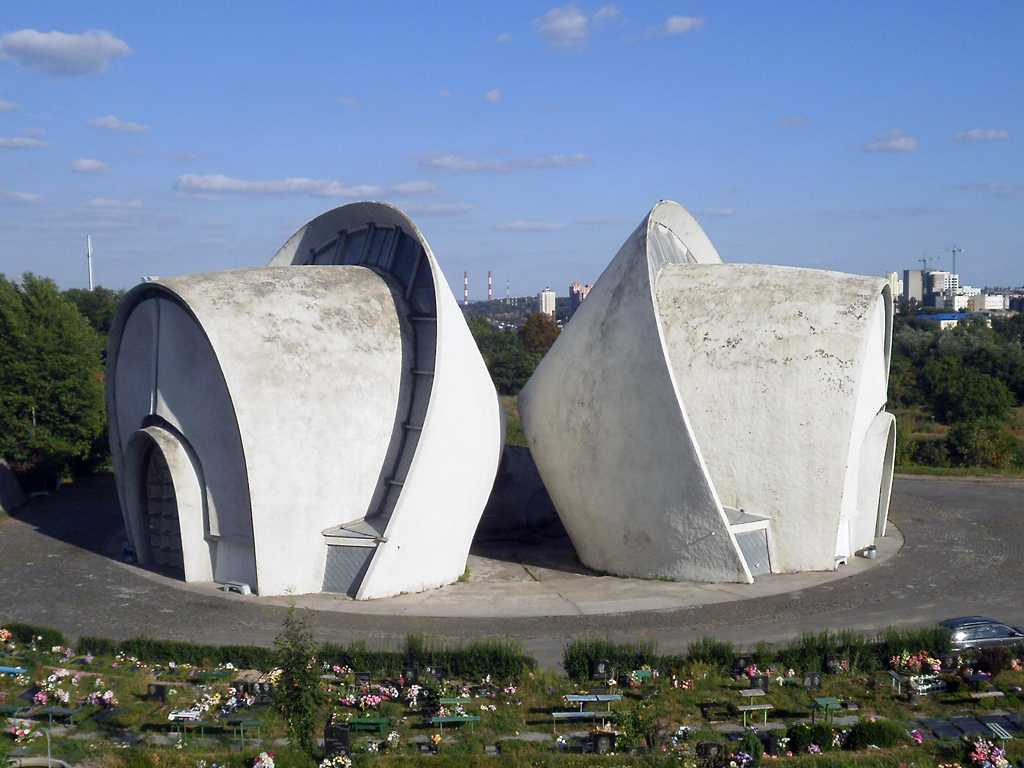
Київський крематорій

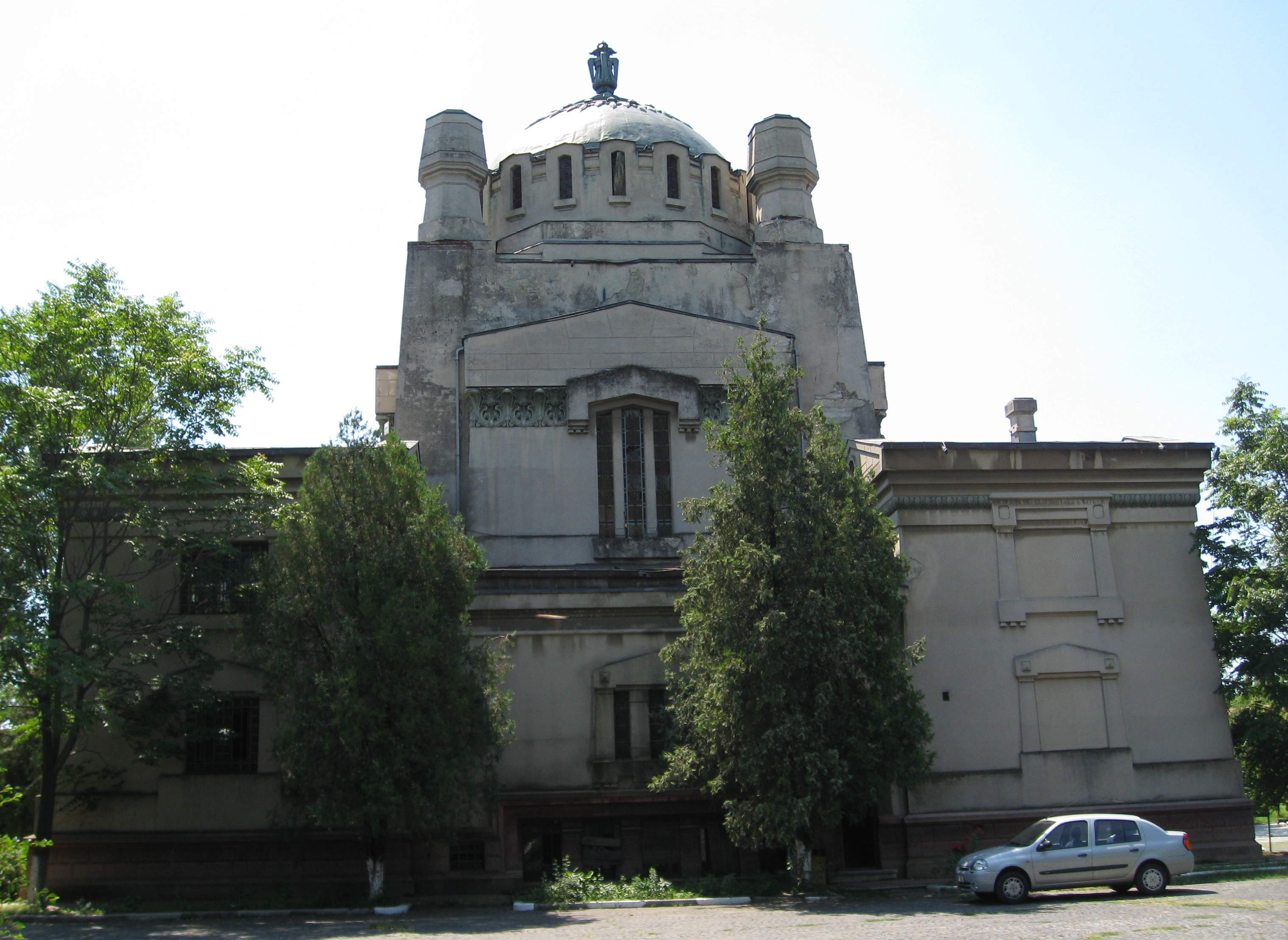
Крематорій «Ченуша» у Бухаресті

Кремато́рій (лат. crematorium від лат. cremo — спалюю) — піч для спалювання (кремації) трупів людей, а також будівля, у приміщенні якої розташовується така піч.

## Опис процесу кремації
Процес кремації являє собою горіння тіла померлого завдяки подання в камеру кремаційних печей потоків розпеченого до високих температур (870—980 °C) газу. Для ефективності дезінтеграції в сучасні печі впроваджено ряд модифікацій (одна з них полягає в подачі основної маси полум'я на торс, який складає основну масу тіла). Як джерело тепла для печей тепер використовується газ (природний або пропан), рідше електричний струм. До 1960-х років активно використовувалося кам'яне вугілля або кокс  .

## Крематорії в Російській імперії
Кремація з санітарно-медичних міркувань проводилася в Російській імперії до 1917 року. Наприклад, «чумний» форт «Імператор Олександр I» був обладнаний крематорієм для спалювання загиблих від чуми лабораторних тварин. Але в ньому також довелося кремувати і заразившихся в процесі досліджень легеневої чумою померлих докторів: В. Турчинович-Вижнікевіч (1905) і М. Шрейбер (1907).
Перший цивільний крематорій був побудований також до 1917 року, у м. Владивостоці, з використанням печі японського виробництва, ймовірно, для кремації громадян Японської імперії (у Владивостоку в ті роки проживало чимало вихідців з м. Нагасакі).

## Крематорії в СРСР
В 1927 р. у СРСР був побудований перший в СРСР крематорій (другий на території Росії) — «Донський» (нині будівля частково перебудовано для храму преподобного Серафима Саровського) на території, суміжній з Донським монастирем. Він і був довгий час єдиним активно діючим крематорієм в країні. Урни з прахом потім розміщувалися в критому колумбарії в будівлі крематорію і павільйонах, або у відкритих колумбаріях (на прилеглій території).
З відкриттям першого крематорію ідея вогненних похоронів стала вважатися дуже «модною» і «прогресивною». У газетах СРСР стали з'являтися численні статті, що пропагують цю тему і фейлетони, що висміюють «обивательські забобони». У 1927—1932 рр. діяло «Товариство розвитку та поширення ідеї кремації в РРФСР», яке працювало в тісному співробітництві з «Союзом войовничих безбожників». У 1932 р. воно було перетворено на Всеросійське кремаційне товариство.
Кремували не тільки простих людей, але і заслужених членів партії ВКП(б)-КПРС, уряду СРСР та інших знаменитостей: Володимира Маяковського, Максима Горького, Валерія Чкалова, Сергія Кірова, Валеріана Куйбишева, Григорія Орджонікідзе, Олександра Богданова та багатьох інших. Їх прах був похований на Донському колумбарії, на Новодівичому кладовищі або в Кремлівській стіні.

## Крематорії в Україні
В Україні діють три крематорії: у Києві (з 1975 р.)  , Харкові (1977) та Одесі (1988). У Донецьку, Луцьку, Дніпрі  та Львові вони не добудовані або знаходяться на етапі проектування.

## Крематорії у Третьому Рейху
У концтаборах, створених владою нацистської Німеччини під час Другої світової війни, крематорії широко застосовувалися для спалення трупів вбитих ув'язнених .

## Мобільні крематорії
У Росії мобільні крематорії, наприклад, «Инсинератор ИН-50.1К» випускаються серійно.
Щоб приховати втрати Росії в Україні під час війни на сході України, Росія почала використовувати мобільні крематорії; також всі втрати «живої сили» офіційно Росією не визнаються, навіть всіх загиблих російських військовослужбовців Росія не забирає поховати у Росії, а спалює в мобільних крематоріях.
У Маріуполі російські військові використовували мобільні крематорії для спалювання тіл убитих ними мирних мешканців і знищення слідів своїх злочинів.